# Chicago Seven

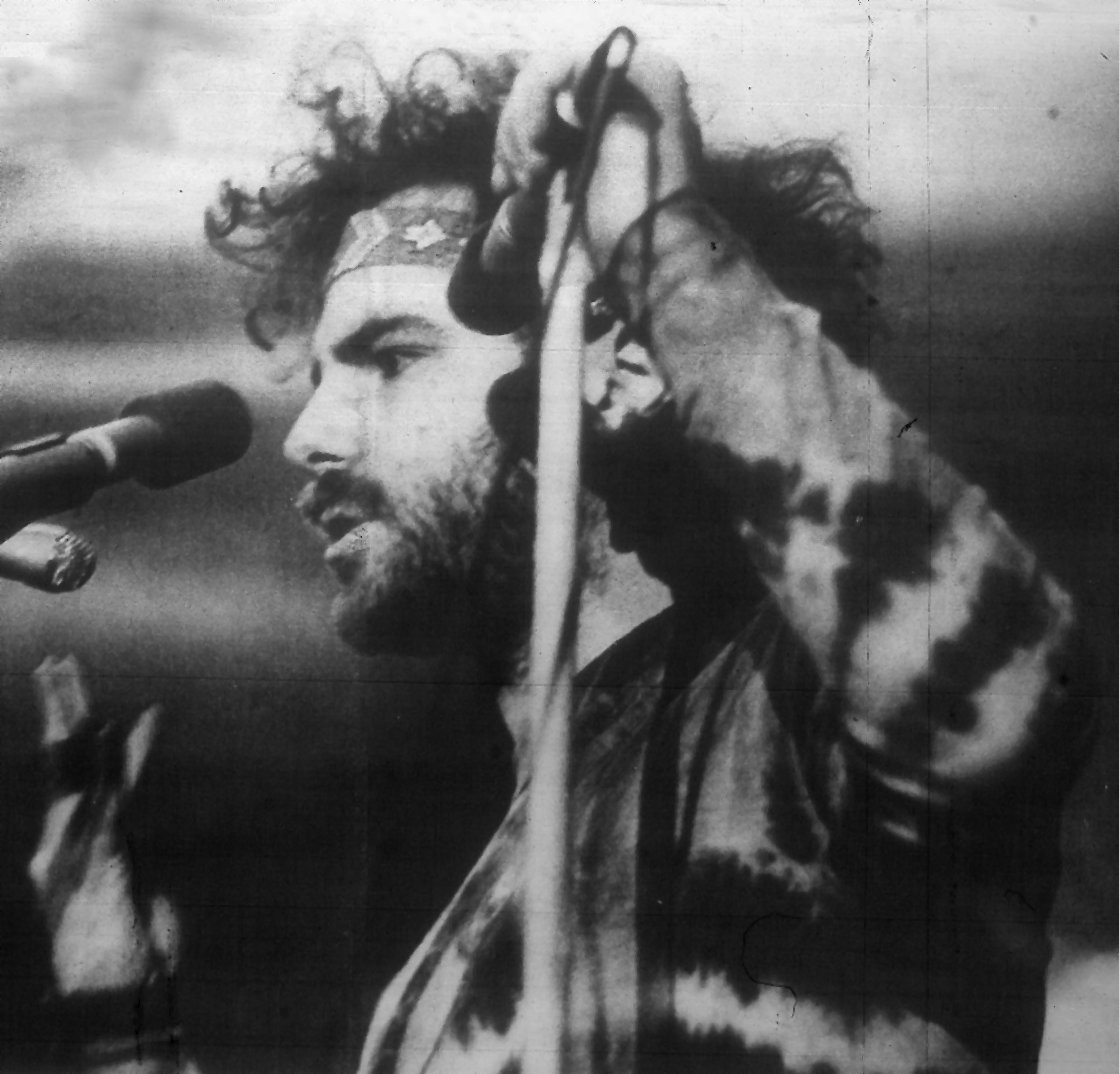
Jerry Rubin, en av the Chicago Seven.

Chicago Seven (ursprungligen Chicago Eight, även Conspiracy Eight/Conspiracy Seven) syftar på de sju amerikanska demonstranter som 1968 åtalades för konspiration, anstiftande till upplopp och andra brott i samband med det demokratiska partiets konvent i Chicago i Illinois samma år. De sju åtalade var Abbie Hoffman (1936–1989), Jerry Rubin (1938–1994), David Dellinger (1915–2004), Tom Hayden (1939–2016), Rennie Davis (1941–2021), John Froines (född 1939) och Lee Weiner (född 1939).

## Bakgrund
Det demokratiska partiets konvent, som skulle välja kandidater för presidentvalet 1968, hölls i Chicago i slutet av augusti 1968. Före och under konventet hölls demonstrationer på gator och i parker. Protesterna var framförallt riktade mot president Lyndon B. Johnsons hållning i Vietnamkrigsfrågan.

## Rättegången
De åtta som åtalades av juryn den 20 mars 1969 var Abbie Hoffman, Jerry Rubin, David Dellinger, Tom Hayden, Rennife Davis, John Froines, Lee Weiner samt Bobby Seale (född 1936). Försvarsadvokater var William Kunstler och Leonard Weinglass från Center for Constitutional Rights. Domaren var Julius Hoffman. Åklagarna var Richard Schultz och Tom Foran. Rättegången inleddes den 24 september 1969 och den 9 oktober kallades nationalgardet in eftersom demonstrationerna växte utanför rättssalen.